# Nadeschda Dmitrijewna Chwoschtschinskaja

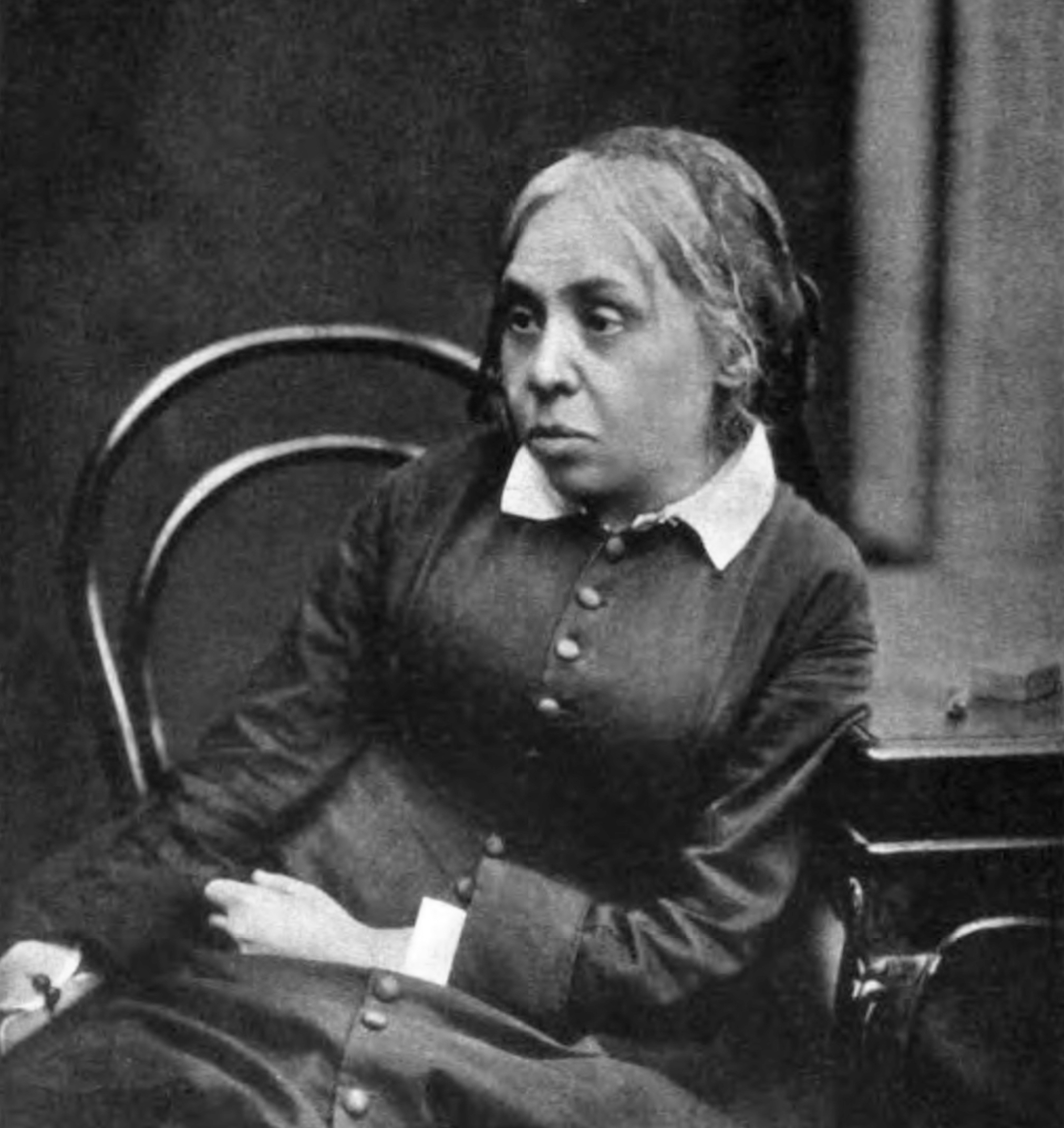
Nadeschda Dmitrijewna Chwoschtschinskaja

Nadeschda Dmitrijewna Chwoschtschinskaja (russisch Надежда Дмитриевна Хвощинская; * 20. Maijul. / 1. Juni 1821greg. auf dem Familienlandgut im Ujesd Pronsk, Gouvernement Rjasan; † 8. Junijul. / 20. Juni 1889greg. in Peterhof, Gouvernement Sankt Petersburg) war eine russische Schriftstellerin und Übersetzerin.

## Leben
Chwoschtschinskajas Vater Dmitri Kessarewitsch Chwoschtschinski war ein nicht reicher Grundherr und gebildeter Kunstliebhaber. Als Artillerieoffizier hatte er den Französischen Angriffskrieg 1812 mitgemacht und diente nach Außerdienststellung in der Pferdezuchtabteilung des Gouvernementsamts Rjasan. Die polnische Mutter Julija Wikentjewna geborene Drobyschewskaja-Rubez sprach fließend Französisch und bildete ihre Kinder entsprechend aus. Der Vater wurde 1832 wegen angeblicher Veruntreuung von Staatsgeldern aus dem Dienst entlassen und darauf im Gerichtsprozess zu einer Strafe von 15000 Rubel verurteilt, was seinem gesamten Vermögen entsprach. Die Anklage wurde erst 1844 fallen gelassen, und in den Staatsdienst konnte er 10 Jahre nach dem Prozess zurückkehren. Die verarmte Familie lebte nun in Rjasan.
Trotz der schwierigen Lage der Familie erhielten alle Kinder eine gute Ausbildung. Die künstlerisch begabte Nadeschda Chwoschtschinskaja half ihrem Vater bei seinen Aushilfsarbeiten mit der Anfertigung von Schönschrift-Dokumenten. Schon als Kind verfasste sie zusammen mit ihrem Bruder und ihren Schwestern Gedichte, historische Romane und eine handgeschriebene Zeitschrift. Sie las alles, was sie in den Bibliotheken ihres Vaters und von Bekannten finden konnte. Ihre Lieblingsautoren waren Victor Hugo, William Shakespeare, Friedrich Schiller, Dante Alighieri und Emanuel Swedenborg. Den Literaturkritiker Wissarion Grigorjewitsch Belinski bezeichnete sie später als ihren geistigen Lehrer. Ein privates Internat konnte sie nur kurzzeitig besuchen, da das Familieneinkommen nur für die Ausbildung ihrer Schwester Sofja im Moskauer Katharineninstitut und ihres Bruders im Kadettenkorps reichte. Später lebte sie einige Zeit bei ihrem Onkel in Moskau und nahm Musik- und Italienisch-Unterrichtsstunden.
Ab 1842 veröffentlichte sie im Syn otetschestwa ihre Gedichte und ab 1847 in der Literaturnaja gaseta. Ihr erster 1853 erschienener Gedichtband mit Novellen in Versen wurde von Nikolai Nekrassow rezensiert, der ihre Sprache lobte und ihr empfahl, sich der Prosa zuzuwenden.
Chwoschtschinskajas erstes Prosa-Werk war die Novelle Anna Michailowna gewesen, die 1850 in den Otetschestwennyje Sapiski unter dem Pseudonym W. Krestowski erschienen war. Sie hatte als Pseudonym den Familiennamen eines ersten auf der Straße getroffenen Jungen gewählt, wie die Schriftstellerin Marija Zebrikowa mitteilte. Als der Schriftsteller Wsewolod Krestowski (1839–1895) bekannt wurde, änderte sie ihr Pseudonym in Pseudonym W. Krestowski. Mit ihrem Vater besuchte sie 1852 Verwandte in St. Petersburg, wo sie vom Krestowski-Kreis freundlich aufgenommen wurde. Nach der Rückkehr nach Rjasan arbeitete sie verstärkt weiter mit zunehmendem Erfolg und unterstützte mit ihren Honoraren ihre Familie insbesondere nach dem Tod ihres Vaters 1856.
In Rjasan war Chwoschtschinskaja nicht anerkannt und galt als seltsam, zumal der örtliche Adel sie missachtete. Sie lebte sehr zurückgezogen und arbeitete zusammen mit ihrer Lieblingsschwester Sofja. Die Zeitschriften Otetschestwennyje Sapiski, Panteon, Russki Westnik und Biblioteka dlja tschtenija druckten regelmäßig ihre Novellen und Romane.
Im Frühjahr 1865 erkrankte Chwoschtschinskajas Schwester Sofja schwer, worauf sie sie bis zu deren Tod im August desselben Jahres pflegte. Sie unterbrach nun ihre schriftstellerische Tätigkeit, zumal entsprechend Sofjas Wünschen Sofjas Werke nicht veröffentlicht werden sollten und nichts über sie geschrieben werden sollte. Auch entsprechend Sofjas Wunsch heiratete sie Sofjas 27-jährigen Arzt I. I. Sajontschkowski, der 1863 wegen der Verbreitung von Proklamationen 11 Monate im Gefängnis verbracht hatte und an Schwindsucht erkrankt war. Er war keine Hilfe für seine Frau und wurde 1868 von den Ärzten ins Ausland geschickt, wo er 1872 starb. In dieser schwierigen Zeit unterstützte sie ihre jüngste Schwester Praskowja, die auch Schriftstellerin war (Pseudonym S. Simarowa).
Auf Einladung Nikolai Nekrassows arbeitete Chwoschtschinskaja ab 1868 an den erneuerten Otetschestwennyje Sapiski mit. Ihre Beiträge wurden von Pjotr Tkatschow und Nikolai Michailowski positiv rezensiert. Dagegen beurteilten Nikolai Schelgunow and Alexander Skabitschewski ihre Werke kritisch und hielten sie für reaktionär.
In diesen Jahren schrieb Chwoschtschinskaja unter den Pseudonymen W. Poretschnikow und N. Wosdwischenski viele Rezensionen und kritische Briefe. Sie schrieb Artikel über Iwan Gontscharow, Alexei Tolstoi, Michail Saltykow-Schtschedrin, Semjon Nadson und Honoré de Balzac sowie über die Maler Alexander Iwanow, Iwan Kramskoi und andere Künstler und Musiker.
Chwoschtschinskaja wohnte in Rjasan in einem durch Brand halb zerstörten Haus. Als ihre Mutter starb, verließ sie 1884 Rjasan und zog nach St. Petersburg, wo der Literaturfonds ihr eine Wohnung überließ. Im Herbst 1885 erkrankte sie, aber sie arbeitete trotz des ärztlichen Verbots weiter. Sie schrieb kritische Artikel über Werke ausländischer Autoren und übersetzte Werke italienischer und französischer Autoren ins Russische, insbesondere Horace und Gabriel von George Sand. Auch schrieb sie noch eigene Texte, so 1889 die Kurzgeschichte Wjuga (Schneesturm) über die Folgen der Niederlage des revolutionären Narodnikismus.
Im Mai 1889 begab sich Chwoschtschinskaja in eine Datsche in Peterhof. Sie starb dort durch einen Herzasthmaanfall am 20. Juni 1889 und wurde auf Kosten des Literaturfonds in Peterhof begraben.